# Stylurus amicus
Stylurus amicus – gatunek ważki z rodziny gadziogłówkowatych (Gomphidae). Występuje w Chinach; stwierdzony w prowincjach Fujian, Kuejczou i Syczuan.